# خانه رجالیان
خانه رجالیان مربوط به دوره صفوی است و در اصفهان، خیابان مسجد حکیم، کوچه حکیم داوود، بن‌بست غفوری واقع شده و این اثر در تاریخ ۱۷ اسفند ۱۳۸۱ با شمارهٔ ثبت ۷۶۵۶ به‌عنوان یکی از آثار ملی ایران به ثبت رسیده است.